# Szovjet Légierő
A Szovjet Légierő, röviden VVSZ (oroszul: ВВС – Военно-воздушные силы СССР, magyar átírásban: Vojenno-vozdusnije szili SZSZSZR), 1917–1924 között  Munkás-paraszt Vörös Légierő, a Szovjet Hadsereg egyik haderőneme volt. Az oroszországi polgárháború idején, 1918-ban alakult meg a cári orosz légierő alapjain mint önálló fegyvernem. 1924-től a Munkás-paraszt Vörös Hadsereg, majd 1946-tól 1991-es megszűnéséig a Szovjet Hadsereg haderőneme volt.